# Imelda Millette
Pour les articles homonymes, voir Millette.
 (décembre 2017).
Si vous disposez d'ouvrages ou d'articles de référence ou si vous connaissez des sites web de qualité traitant du thème abordé ici, merci de compléter l'article en donnant les références utiles à sa vérifiabilité et en les liant à la section « Notes et références ».
Imelda Millette (née le 17 juillet 1910 à Lawrence (Massachusetts) et morte le 4 mai 1990) est une infirmière québécoise. 
En 1942, elle ouvre sur le Plateau Mont-Royal une maison d'accueil pour enfants en bas âge, jeunes handicapés et personnes âgées. Elle s'occupe activement des nouveaux immigrants et essaie de faciliter leur intégration.

## Distinctions
- 1989 - Chevalier de l'Ordre national du Québec
- 1985 - Citoyenne honoraire de Ville Lemoyne
- 1984 - Insigne Vraie vie du ministère de la Santé et du Bien-être social du Canada
- 1986 - Trophée Humanitas
- 1982 - Membre de l'Ordre du Canada